# Гуго Ибелин-Бейрутский
Гуго д’Ибелин (Hugues d’Ibelin) (1231/32-1254/55), по правам жены — титулярный князь Галилеи (с 1250/53).
Второй сын Балиана д’Ибелина (ум. 4 сентября 1247), сеньора Бейрута, и его жены Эскивы де Монбельяр. После смерти отца унаследовал часть его владений.
В некоторых источниках называется сеньором Бейрута, однако этот титул носил его старший брат Жан II Ибелин. О том, что Гуго был вторым сыном, указывает написанный в XIII—XIV веках генеалогический текст Lignages d’Outremer, который называет «Jehan, Hue, Balian et Ysabeau qui espousa Henri le seignor de Giblet» детьми «Balian…sire de Baruth»
В 1250/53 г. женился на своей двоюродной сестре Марии де Монбельяр, титулярной княгине Галилеи, дочери Эда де Монбельяра, коннетабля Иерусалима, и Эскивы де Сент-Омер. Детей не было.
Гуго д’Ибелин умер в 1254 или 1255 году. Его вдова Мария де Монбельяр вышла замуж за Жака Ибелина, сеньора Яффы.